# Endoiasimyia javanensis
Endoiasimyia javanensis är en tvåvingeart som först beskrevs av de Meijere 1914.  Endoiasimyia javanensis ingår i släktet Endoiasimyia och familjen blomflugor. Inga underarter finns listade i Catalogue of Life.